# Ridha Rouatbi
Ridha Rouatbi (arabe : رضا الرواتبي), né le 7 février 1938 à Sousse, est un joueur de football international tunisien qui évolue au poste de défenseur.

## Biographie

### Carrière en club
Ayant signé dès son jeune âge à l'Étoile sportive du Sahel (ESS), il y passe toute sa carrière, sauf en 1961-1962 lors de la dissolution de ce club. Il dispute son premier match avec les seniors le 16 novembre 1955 contre l'Olympique de Tunis. L'entraîneur Boumedienne Abderrhamane l'utilise alors comme attaquant pour pallier l'absence de Tahar Mazzaouz. Pour son premier match, il marque un but (score de 8-1 pour l'ESS) ; il a alors pour coéquipiers Alaya Douik - Jelloul Lamti, Bouraoui Lamti, Sadok Dhaou, Béchir Jerbi, Abdou Béji, Mourad Boudhina, Younès Chetali (fi), Habib Mougou et Mahmoud Mekki.
L'année suivante, l'entraîneur George Berry fait de lui le leader indispensable de la défense. À 18 ans, il ne rate aucun match de coupe ou de championnat. Sa carrière se poursuit jusqu'en 1967 : il fait ses adieux au football le 9 avril de cette année lors d'un match contre l'Union sportive monastirienne.

### Carrière en sélection
Il est sélectionné pour la première fois le 7 juin 1959 contre la sélection amateurs d'Italie et fait partie de l'l'équipe nationale jusqu'en 1963.
Avec l'équipe de Tunisie, il figure dans le groupe des sélectionnés lors de la coupe d'Afrique des nations de 1962, où son équipe se classe troisième.
Il participe également aux Jeux olympiques de 1960. Il joue trois matchs lors du tournoi olympique organisé à Rome.
Il joue enfin deux matchs comptant pour les tours préliminaires de la coupe du monde 1962.

## Palmarès
- Championnat de Tunisie (2) :
  - Vainqueur : 1959 et 1963
- Coupe de Tunisie (2) :
  - Vainqueur : 1959 et 1963
- Coupe arabe des nations (1) :
  - Vainqueur : 1963